# Law & Order: Los Angeles
Law & Order: Los Angeles (No Brasil e em Portugal: Lei & Ordem: Los Angeles) é uma série de televisão americana policial e de tribunal. Ela é a quinta série da franquia Law & Order e a primeira a ser ambientada fora de Nova Iorque.
Law e Order: Los Angeles foi cancelada em 13 de Maio de 2011 pela NBC.

## A série
A série segue o mesmo formato do Law & Order original, com a primeira meia-hora focada nas investigações criminais da divisão de Roubo e Homicídio da Polícia de Los Angeles e na segunda parte nos julgamentos dos criminosos pela promotoria de justiça.

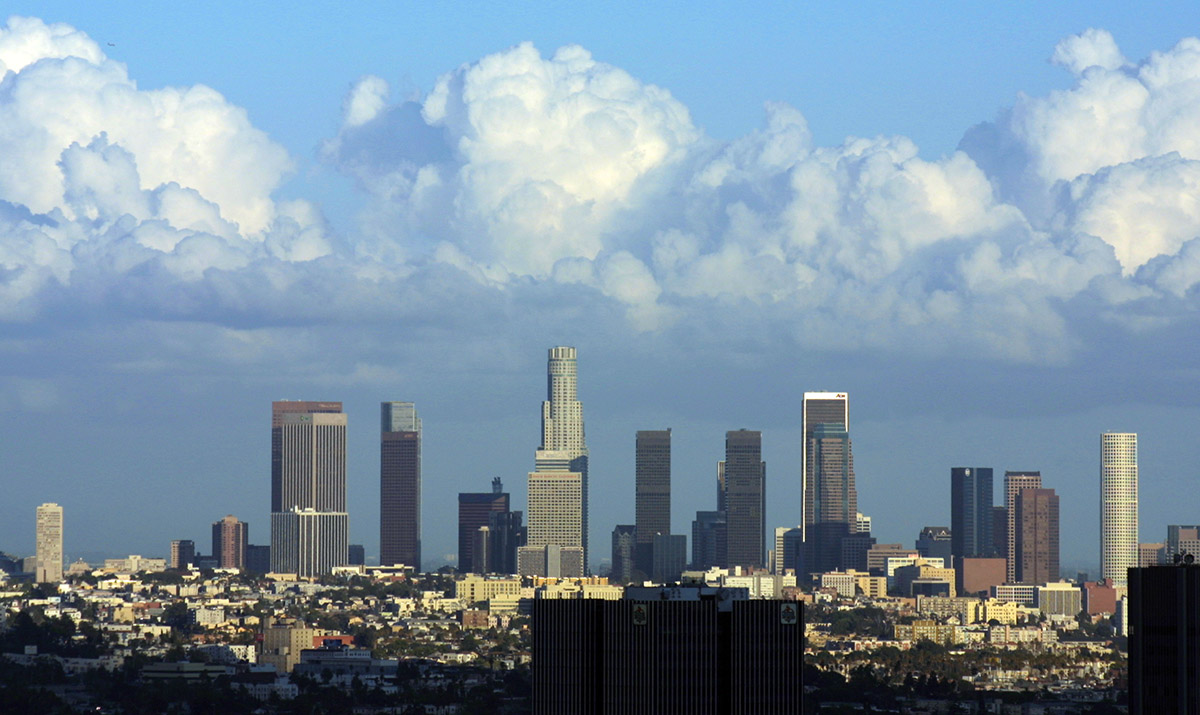
O centro de Los Angeles, cidade onde a série é filmada

## Exibição
A série é exibida as quartas às 22h, logo após Law & Order: Special Victims Unit na NBC. Sua estreia foi no dia 29 de setembro de 2010. No Brasil, assim como a série original, L&O:LA é exibida pelo Universal Channel.

## Personagens

### Regulares
- Detetive Rex Winters (Skeet Ulrich)[1]
- Detetive Tomas "TJ" Jaruszalski (Corey Stoll)[2]
- Tenente Arleen Gonzales (Rachel Ticotin)[3]
- Promotor de justiça Joe Dekker (Terrence Howard)[4]
- Promotora de justiça assistente Eva Price (Regina Hall)[3]
- Promotora de justiça assistente Lauren Stanton (Megan Boone)
- Promotora de justiça assistente Connie Rubirosa (Alana de la Garza)
- Detetive Ricardo Morales (Alfred Molina)[5]

### Convidados
- Promotor de justiça Jerry Hardin (Peter Coyote)

## Episódios
Lista de Episodios de Law & Order: Los Angeles